# Солом'яний коханець (фільм)
«Солом'яний коханець» (фр. L'Amant de paille) — французький кінофільм 1950 року (вийшов в 1951).

## Сюжет
Жизель, дружина виробника зброї Гастона Сарразена де Фонтенуа, має коханця Джиммі, який працює на фабриці її чоловіка. Щоби приховати цей зв'язок, вона заводить «солом'яного коханця» Станісласа, друга Джиммі. Гастон впевнений в їхні любовні стосунки і, щоби нейтралізувати суперника, бере його до себе на роботу…

## У ролях
- Альфред Адам — Гастон Сарразен де Фонтенуа, торговець зброї
- Габі Сільвія — Жизель Сарразен де Фонтенуа, його дружина
- Андре Версіні — Джиммі, працівник на фабриці Гастона, коханець Жизелі
- Жан-П'єр Омон — Станіслас Мішодьє, друг Джиммі
- Луї де Фюнес — психіатр Бруно